# Източни Карпати
Източните Карпати (на румънски: Carpaţii Orientali; на словашки: Východné Karpaty; на полски: Karpaty Wschodnie; на украински: Східні Карпати) са една от трите части на планинската система на Карпатите, простиращи се на територията на Полша (в югоизточната част), Словакия (в североизточната част), Украйна (в западната част) и Румъния, между Таличкия проход (между Полша и Словакия) на северозапад и прохода Предял (1033 m, в Централна Румъния) на юг. Дължина около 750 km, максимална височина връх Петрос 2305 m, (47°35′51″ с. ш. 25°38′00″ и. д. / 47.5975° с. ш. 25.633333° и. д.), издигащ се в планината Родна, в северната част на Румъния.

## Геоложки строеж, полезни изкопаеми
Планината е изградена основно от пясъчно-глинести наслаги с кредна, палеогенска и отчасти неогенска възраст (флишовите формации). В основата ѝ залягат докамбрийски кристалинни шисти и кварцити. Планинските масиви на запад са изградени от неогенски кристалинни скали (планината Родна) и неогенски вулканични скали (планините Харгита, Келиман и др.).
В планината и по нейните периферни части се разработват находища на манганови, оловно-цинкови и медни руди, каменна сол, нефт и газ в югоизточните подножия.

## Географско описание
Планинската система на Източните Карпати представляват дълга около 750 km, изпъкнала на изток дъга. На североизток граничи с Волинските възвишения, на изток постепенно се понижават към обширните Молдавски възвишения, а на югоизток се спускат към Долнодунавската низина. На югозапад прохада Предял (1033 m) ги отделя от Южните Карпати, на запад склоновете им постепенно преминават в обширното Трансилванско плато, а северно от него е разположена североизточната, по-висока част на Среднодунавската низина. На запад долината на река Бодрог (Ондава, Лаборец) и Таличкия проход ги отделят от Източнословашките планини и Западните Карпати. На северозапад Източните Карпати постепенно се понижават към Южнополската хълмиста земя.

### Релеф
Цялата планинска система на Източните Карпати е разделана от широки и дълбоки долини на редица хребети, отделни планини и планински масиви. От северозапад на югоизток последователно се редуват планините: Ниски Бескиди, Бешчади (1346 m), Горгани (1818 m), Марамуреш (2061 m), Черногора, Родна (2305 m), Келиман (2104 m), Харгита (1800 m), Вранча (1783 m), Таркеу (1496 m) и др. На височина над 2000 m има следи от древни заледявания.

### Води
Територията на Източните Карпати принадлежи към три водосборни басеайна – на реките Висла, Днестър и Дунав. Крайните северозападни склонове принадлежат към водосборния басейн на река Висла. Към него пренадлежат десните ѝ притоци – реките Сан с левия си приток Вислок и Вислока. От североизточните части на планината води началото си река Днестър и няколко нейни десни притока, в т.ч. Стрий, Ломница, Бистрица и др. Цялата останала част на планината се отводнява от левите притоци на Дунав: Тиса с притоците си Сомеш, Бодрог, Кьорьош (Кришу), Муреш и др., Олт, Сирет с Бузеу, Тротуш, Бистрица, Молдова и др. и Прут.

### Растителност
Голяма част от планината е покрита със смесени и тъмни иглолистни гори (бук, смърч, ела, бор), а по-ниските части са заети само от букови гори. Най-високите части са обрасли с високопланински пасища (т.н. полонини), използвани за летни пасбища.

## Галерия
- Гледка от Източните Карпати в Румъния
- Планините Чахлъу в окръг Нямц, наричани „румънския Олимп“
- Река в полската част от Източните Карпати
- Езеро в Източните Карпати